# Skipskop
Skipskop è una località costiera sudafricana situata nella municipalità distrettuale di Overberg nella provincia del Capo Occidentale. Il nome, il cui significato in lingua afrikaans è "scogli delle barche", fa riferimento alla grande quantità di navi che nel corso del tempo hanno fatto naufragio sulle sue coste.